# Portada/article gener 6

## Trilobits
Els trilobits (Trilobita, «tres lòbuls» en llatí) són una classe d'artròpodes extints que aparegueren al període Cambrià inferior i prosperaren durant tot el Paleozoic inferior abans de començar un llarg declivi vers l'extinció quan, durant l'extinció del Devonià superior, s'extingiren tots els ordres de trilobits excepte els proètides. Els últims trilobits desaparegueren a l'extinció massiva que es produí a finals del Permià, fa aproximadament 250 milions d'anys.